# Karl Hermann Jacob-Friesen

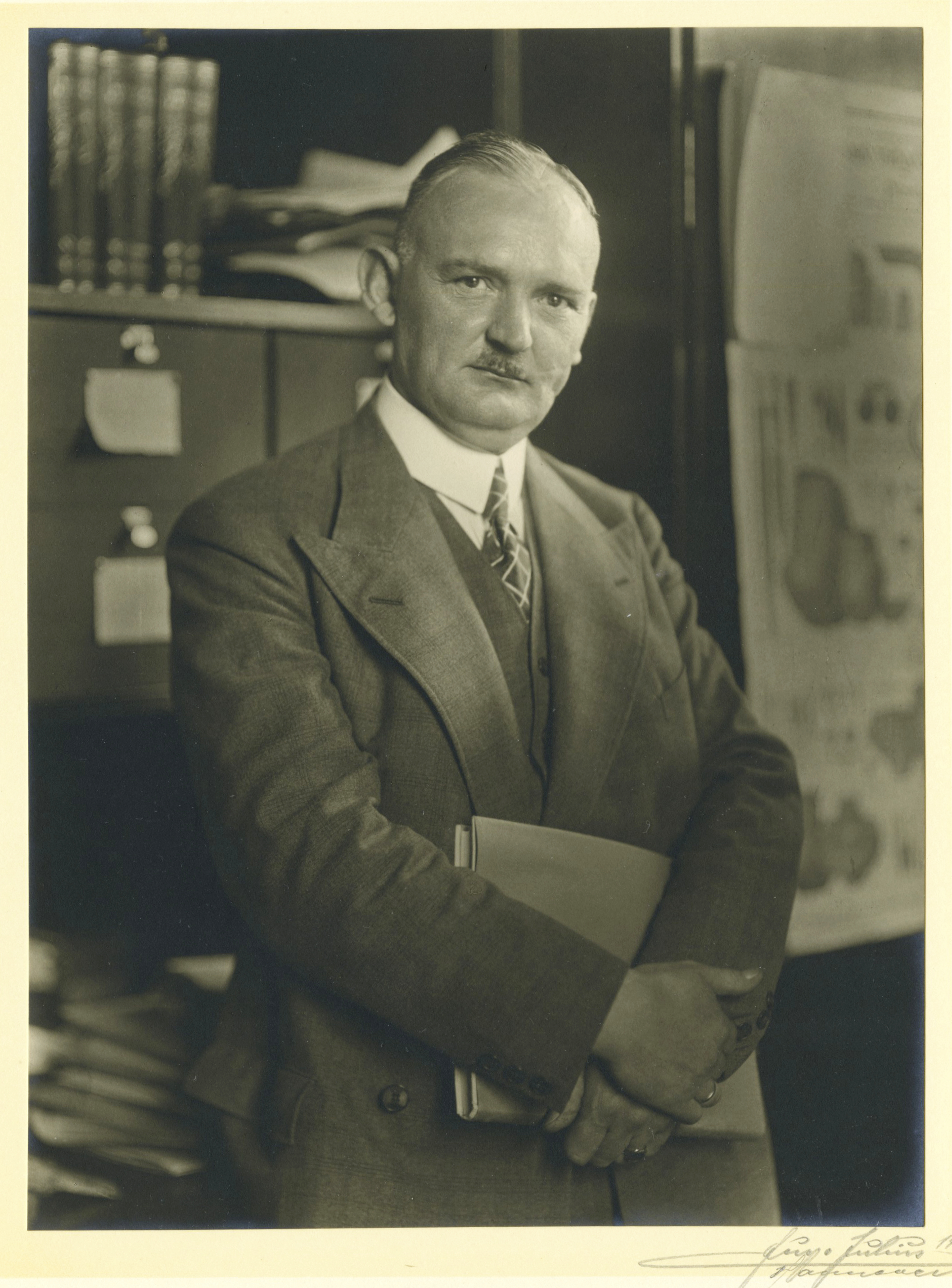
Karl Hermann Jacob-Friesen, 1930

Karl Hermann Jacob-Friesen (* 6. Januar 1886 in Reudnitz; † 6. November 1960 in Hannover) war ein deutscher Prähistoriker, Archäologe, Hochschullehrer und Direktor des Niedersächsischen Landesmuseums Hannover. Er war Begründer des Seminars für Ur- und Frühgeschichte an der Universität Göttingen und initiierte den heutigen Niedersächsischen Landesverein für Urgeschichte.
Jacob-Friesen gilt als einer der bedeutendsten Archäologen Deutschlands. Als Landesarchäologe und Museumsdirektor trug er entscheidend zur Popularisierung der Ur- und Frühgeschichte bei.

## Familie
Jacob-Friesen war der Sohn von Oberlehrer Karl Jacob-Friesen und Sophie Jacob-Friesen, geborene Otto. Am 19. April 1923 heiratete er in Misburg Elfriede Vehse, Tochter des Fabrikdirektors Adalbert Vehse. Sein Sohn ist der Prähistoriker Gernot Jacob-Friesen (1926–2019).

## Werdegang

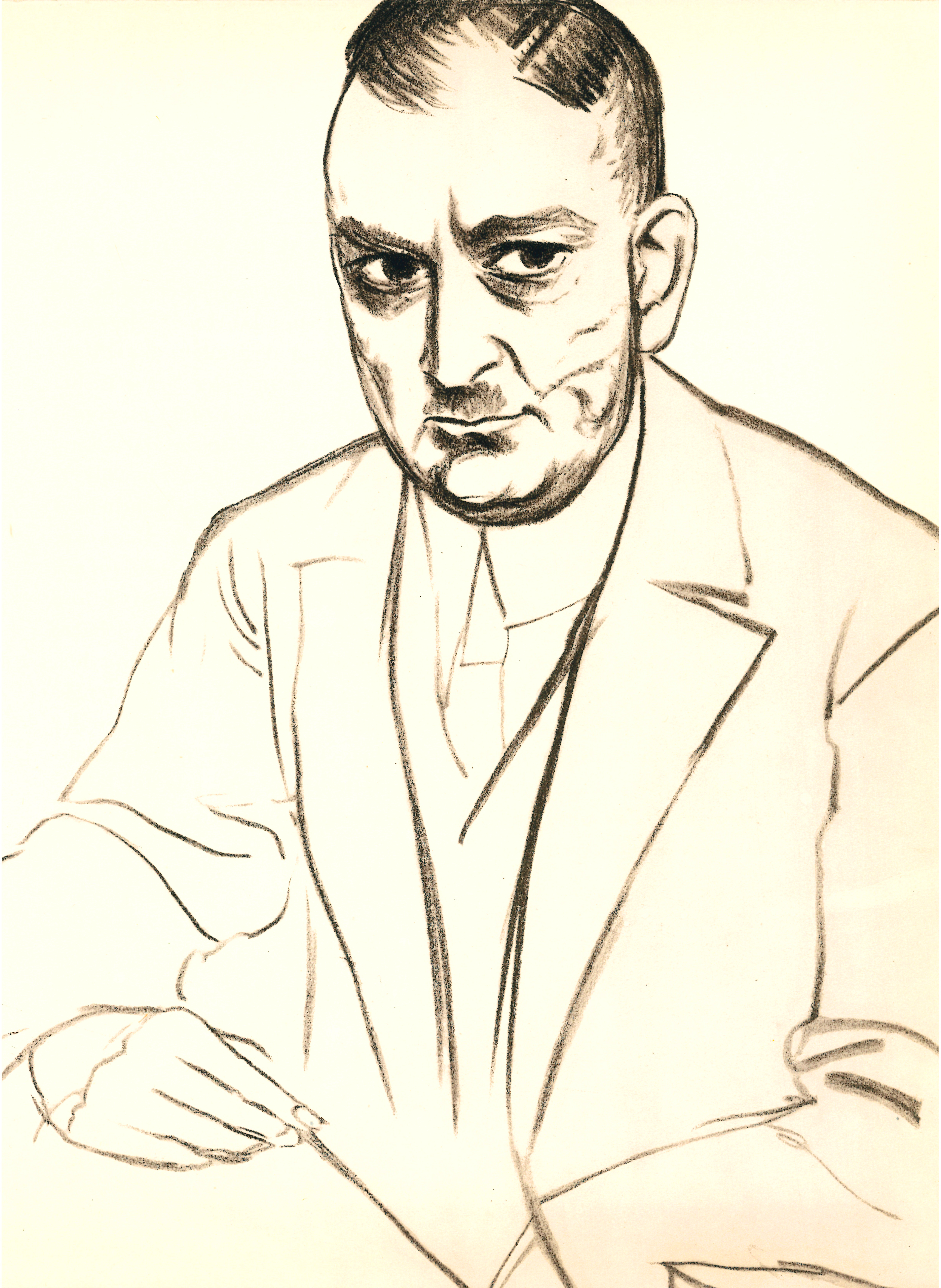
„Dr. Karl Hermann Jacob-Friesen“;
in einer Zeichnung von August Heitmüller, um 1929

Jacob-Friesen besuchte das Humanistische Gymnasium in Leipzig. Schon früh zeigte er Interesse an der Ur- und Frühgeschichte. Nach Studium in Leipzig und Stockholm promovierte er 1909 zum Dr. phil. Von 1910 bis 1912 war er als Assistent am Museum für Völkerkunde zu Leipzig tätig. 1913 kam er als Direktorial-Assistent an das Provinzialmuseum Hannover, dem späteren Niedersächsischen Landesmuseum. 1914 begann er mit der prähistorischen Landesaufnahme und gestaltete die entsprechende Museumsabteilung nach pädagogischen Überlegungen um.
Nachdem Jacob-Friesen im Ersten Weltkrieg als Seeoffizier gedient hatte, legte er 1919 eine Denkschrift über die Neuordnung der hannoverschen Museen vor. Ab 1920 (bis 1960) war er Herausgeber von urgeschichtlichen und museologischen Fachzeitschriften. So wurde er 1917 zunächst zum Direktor der Abteilung für Ur- und Frühgeschichte ernannt, 1922 dann zum Direktor des gesamten Provinzialmuseums.
1927 veröffentlichte er mit seinen „Grundfragen der Urgeschichtsforschung“ deren Ziele und Methoden und begründete im gleichen Jahr das Jahrbuch Nachrichten aus Niedersachsens Urgeschichte. 1928 erhielt Jacob-Friesen einen Lehrauftrag an der Universität Göttingen und wurde dort 1932 zum Honorarprofessor ernannt. Seitdem gilt er als dortiger Begründer des Seminars für Ur- und Frühgeschichte.
Studienreisen führten ihn in fast alle Länder Europas. Als Landesarchäologe nahm er die Bodendenkmalpflege wahr und führte zahlreiche Grabungen durch u. a. für die Sieben Steinhäuser in Bad Fallingbostel. Nach seiner „Einführung in Niedersachsens Urgeschichte“ (1931) initiierte er 1932 die „Arbeitsgemeinschaft für die Urgeschichte Nordwestdeutschlands“ (später „Landesverein für Urgeschichte“), deren Vorsitzender er auch wurde.
Nach der „Machtergreifung“ der Nationalsozialisten trat er zum 1. Mai 1933 der NSDAP bei (Mitgliedsnummer 2.957.936) und wurde Mitglied des ernannten Rates. Im August 1933 trat er auch dem von Alfred Rosenberg geleiteten Kampfbund für deutsche Kultur bei. 1935 leitete er kurzfristig die Deutsche Anthropologische Gesellschaft, die jedoch im November desselben Jahres aufgelöst wurde.
1938 war Jacob-Friesen Mitgründer der „Niedersächsischen Landesstelle für Marschen- und Wurtenforschung“, das heutige Niedersächsische Institut für historische Küstenforschung. Trotz Jacob-Friesens Mitgliedschaft in NS-Organisationen entschied Heinrich Himmler 1939, dass er „jeden Versuch, in den Bereich der politischen Schulung einzudringen“, zu unterlassen habe.
Im Zweiten Weltkrieg diente Jacob-Friesen als Korvettenkapitän. Nach 1945 war er erneut Direktor des Landesmuseums Hannover. Unter Einbeziehung von schriftlichen und bildlichen Erläuterungen baute er die urgeschichtliche Abteilung schrittweise wieder auf.
Nach seiner Pensionierung zog Karl Hermann Jacob-Friesen nach Göttingen. Er verstarb im Alter von 74 Jahren und wurde auf dem Stadtfriedhof Engesohde in Hannover bestattet.

## Weitere Funktionen
- Stellvertretender Vorsitzender des Historischen Vereins für Niedersachsen
- Stellvertretender Vorsitzender der Geographischen Gesellschaft
- Mitglied der Akademie der Wissenschaften zu Göttingen
- Mitglied der Deutschen Akademie der Naturforscher Leopoldina in Halle (seit 1944)

## Publikationen
Jacob-Friesen war von 1920 bis 1960 Herausgeber verschiedener urgeschichtlicher und museologischer Fachzeitschriften. In mehr als 200 Publikationen veröffentlichte er die Ergebnisse seiner Forschungen und Grabungen.

## Ehrungen
- 1952: Großes Verdienstkreuz der Bundesrepublik Deutschland